# Giovanni Lodetti
Giovanni Lodetti (født 10. august 1942 i Caselle Lurani, Italien, død 22. september 2023) var en italiensk fodboldspiller (midtbane).
Lodetti blev europamester med Italiens landshold ved EM 1968 på hjemmebane, og spillede én af italienernes tre kampe i turneringen. I alt nåede han at spille 17 kampe for landsholdet, hvori han scorede to mål. Han deltog også ved VM 1966 i England.
På klubplan spillede Lodetti hele karrieren i hjemlandet, hvor han blandt andet tilbragte ni år hos AC Milan og fire år hos Sampdoria. Han vandt to italienske mesterskaber, en Coppa Italia-titel og to udgaver af Mesterholdenes Europa Cup med Milan.

## Titler
Serie A
- 1962 og 1968 med AC Milan

Coppa Italia
- 1967 med AC Milan

Mesterholdenes Europa Cup
- 1963 og 1969 med AC Milan

Pokalvindernes Europa Cup
- 1968 med Inter

Intercontinental Cup
- 1969 med Inter

EM
- 1968 med Italien